# پارک سانگ وون
پارک سانگ وون (کره‌ای: 박상원؛ زادهٔ ۵ آوریل ۱۹۵۹) بازیگر اهل کره جنوبی است. او بیشتر به خاطر ایفای نقش در درام‌های کره‌ای چشمان بامداد (۱۹۹۱)، ساعت شنی (۱۹۹۵)، عشق اول (۱۹۹۶) و تو و من (۱۹۹۸) شناخته می‌شود.